# Szexuális irányultság
A szexuális irányultság (szexuális orientáció, nemi irányultság, szexuális beállítottság) dönti el, hogy az egyén társkereső aktivitása döntően milyen partnerre (elsősorban, hogy melyik nem képviselőire) irányul.
Hasonló jelentéstartalommal bír a szexuális preferencia kifejezés is, de az utóbbit többnyire azok használják, akik szerint a szexualitás nem rögzült, vagyis szabad választáson alapul, ellentétben azokkal, akik szerint a szexualitás iránya korai életkorban dől el.
Többféle besorolási sémát használtak már a szexuális orientáció meghatározására a 19. század közepe óta, és többen többféleképpen definiálták a fogalmat. Mindazonáltal a legtöbb definíció tartalmaz egy pszichológiai összetevőt (mint például valaki erotikus vágyainak tárgya) és egy viselkedéstani összetevőt (ami az egyén szexuális partnerkapcsolataira összpontosít).
A „szexuális irányultság” jogi kifejezésként elsősorban az antidiszkriminációs ügyekben használatos.
A szexuális identitás a szexuális orientáció szinonimája lehet, de a két kifejezést megkülönbözteti, hogy a szavak szoros értelmében az identitás az egyén önmagáról alkotott képét jelöli, míg az orientáció az illető vágyait, elképzeléseit és/vagy viselkedését. A kettő nem szükségképpen esik egybe. (Nem azonos a nemi identitás fogalmával.) A szexuális irányultság és a nemi identitás minden emberben összetett folyamatok révén, magától, természetes módon alakul ki. Kívülről nem befolyásolható és nem változtatható meg. Nem döntés vagy választás kérdése.

## A vonzalom és fajtái
Definíciója: az a mentális vagy érzelmi erő, ami egymáshoz vonzza az embereket.

### Fajtái
- Szexuális vonzalom: vágy a szexuális kontaktusra valakivel.
- Romantikus vonzalom: vágy a romantikus kapcsolatra valakivel.
- Érzéki vonzalom: vágy a fizikai, nem szexuális kontaktusra valakivel. (Például ölelkezés, simogatás, összebújás, csók.)
- Érzelmi: vágy mások megismerésére, akár külsőtől függetlenül. Ez a leggyakoribb vonzalom akár plátói, akár romantikus vagy szexuális kapcsolatban.
- Esztétikus vonzalom: valaki megjelenéséhez, külső jellemzőihez való vonzódás. Nem összekeverendő a szexuális vagy romantikus vonzalommal.

## A szexuális irányultságok besorolása
Egy személy általánosan heteroszexuálisnak tekinthető, ha szexualitása elsősorban ellentétes nemű partnerekre irányul; homoszexuálisnak, ha azonos neműekre, és biszexuálisnak, ha mindkettőre számottevő mértékben. A kevésbé formális „meleg” és „leszbikus” szavakat korábban csak a hétköznapi társalgásban használták, de ma már a tudományos életben is elfogadottá váltak. Szolgálhatnak arra is, hogy a szexuális irányultságot mint társadalmi identitást hangsúlyozzák.
Aszexuálisnak nevezik azokat az embereket, akiknek egyáltalán nincs vagy alig van szexuális érdeklődésük, és a cölibátus vagy szexuális absztinencia kifejezéseket azok esetében, akik szexuálisan nem aktívak (akár meglévő nemi érdeklődésük ellenére). Az autoszexualitás szintén tekinthető önmagunkra irányuló szexuális orientációnak. Ritkán, de előfordul a monoszexualitás szó is a csak egy nemre korlátozódó szexualitásra, a biszexualitás ellentétpárjaként.

### Újkeletű kifejezések
Az 1960-as és 1970-es évek szexuális forradalmát követően a szexuális kisebbségek kérdéseit széles körben tárgyalni kezdték. Az 1990-es évek óta több új kifejezés is megjelent, például a pánszexualitás, ami tartalmazza a nemektől független, valamint a kétoldalú nemrendszerbe nehezen beilleszthető személyek iránti vonzódást is.

### Parafíliák
A parafíliákat a nem szokványos tárgyak, szituációk vagy személyek iránti szexuális vonzalmat értik. A pszichológia nem tartja szexuális irányultságnak; ezeket a nemeken alapuló besorolástól független tényezőknek tekintik. A szokványostól eltérő szexuális viselkedés nehezen definiálható, mindig az adott kor és kultúra társadalmi szokásaitól, annak morális megítélésétől függ. Egyes parafíliák azonban fontosabbak lehetnek az illető egyén szexualitásában, mint a partner neme. Ilyenek lehetnek a szexuális fétisizmus, a szexuális exhibicionizmus, vagy az állatokhoz való vonzódás (zoofília). Nem érvényes viszont a pedofília esetében, ahol, bár mindkét nemhez való vonzódás előfordulhat, csaknem mindig jelen van az egyik nem előnyben részesítése.